# Zootechnická fakulta Vysoké školy zemědělské a lesnické v Brně
Zootechnická fakulta Vysoké školy zemědělské a lesnické v Brně byla jednou z několika fakult této školy, dnešní Mendelovy univerzity v Brně. Existovala v letech 1952–1959.

## Historie
Fakulta vznikla při reorganizaci Vysoké školy zemědělské (VŠZ) rozdělením Zemědělské fakulty na fakulty Agronomickou a Zootechnickou roku 1952. V prvním roce existence na ní studovalo 450 posluchačů. V roce 1953 byla na ní zřízena rybářská specializace. O dva roky později byl na VŠZ změněn systém studia, které se v případě Zootechnické fakulty stalo ze čtyřletého pětiletým. V akademickém roce 1956/1957 zde studovalo 882 řádných posluchačů. Roku 1959 byla Zootechnická fakulta sloučena do Agronomické fakulty, kde vznikl obor agronomický a obor zootechnický.

## Seznam děkanů
Níže je uveden seznam děkanů Zootechnické fakulty:
1. Boleslav Tomšík (1952)
2. Vladimír Koželuha (1952–1956)
3. Josef Kopecký (1956–1959)